# Aerococcus viridans
Aerococcus viridans – Gram-dodatnia, mikroaerofilna bakteria z rodzaju Aerococcus o kształcie ziarniaka. Jest powszechnie obecna w środowisku (powietrze, kurz). Rośnie na podłożach stałych przy zapewnieniu odpowiedniego stężenia tlenu, może również wzrastać przy podwyższonym stężeniu chlorku sodu. Na agarze z krwią powoduje α-hemolizę.
Bakteria jest składnikiem flory fizjologicznej górnych dróg oddechowych większości populacji ludzkiej.

## Chorobotwórczość
Bakteria była izolowana od pacjentów chorych na zapalenie wsierdzia. Jest ponadto chorobotwórcza dla homarów.